# Торговельне обладнання
Торго́вельне обла́днання — обладнання, призначене для закладів торгівлі. Торговельне обладнання використовується для викладки, зберігання та продажу товарів. Метою торговельного обладнання є реалізація продукції.
Торговельне обладнання умовно класифікується:
- Торговельний транспорт (універсальний, спеціалізований).
- Контейнери та контейнерні перевезення.
- Підйомно-транспортне обладнання для переміщення вантажів у горизонтальній та вертикальній площині.
- Обладнання для нарізання, фасування та пакування товару.
- Обладнання для збереження товарів, які швидко псуються – торговельне холодильне обладнання (камери холодильні збірні, шафи холодильні, вітрини, прилавки, вітрини-прилавки).
- Електронні системи та методи контролю і управлінню товарно-грошовим обігом:
  - обладнання для автоматичної ідентифікації одиниць постачання та логістичних одиниць (сканери, пристрої збору даних);
  - реєстратори розрахункових операцій;
  - обладнання для автоматичної ідентифікації товарних одиниць (сканери, принтери, верифікатори);
  - програмне забезпечення;
- Системи безпеки підприємств торгівлі.
- Торговельні автомати.
- Механічне обладнання.
- Обладання для демонстрації товару: стелажі (металеві, дерев'яні), вітрини та прилавки (скляні, з ДСП чи МДФ), сітчасте торговельне обладання (стійки, вертушки, сітки, контенери).
- Касові бокси та касове обладнання.
- Інше обладнання.